# 青木和代
青木和代（日语：／ Aoki Kazuyo，1947年8月27日—），日本女演員、配音員。出身於東京都。身高150cm。O型血。

## 來歷
本名相同。希樂星所屬，原屬劇團NLT（1991年為止）。

## 人物
青木於1970年代後半進入配音界以後，經常為少年、大嬸、肥滿體型少女進行配音而廣為人知。其中，她最為人熟悉的代表配音作品有動畫《未來少年柯南》的金錫、長壽動畫《哆啦A夢 (大山羨代版)》主角之一·剛田武〈胖虎〉的媽媽&妹妹·技子、《湯姆歷險記》的哈克〈哈克貝里·芬〉、《相聚一刻》的一之瀨花枝〈一之瀨家的媽媽〉、《烏龍少爺》的袋小路金滿及《俺物語!!》主角剛田猛男的媽媽〈剛田百合子〉；布偶劇《Do-Re-Mi-Fa Donuts！》的空男等。
青木的本職是電視劇、電影演員，雖然飾演主要角色的機率不多，不過經常飾演路人主婦或鄰居大嬸。

## 演出（演員）

### 電視劇
朝日電視網
- 朝日電視台
  - 週六WIDE劇場（日语：土曜ワイド劇場）
  - （1979年）－澤田公一的媽媽
  - （1980年）－加納章的媽媽、君代
  - 特命係長 只野仁（日语：特命係長 只野仁 (テレビドラマ)） 第24話（2007年）－清潔婦
  - 嫁到什麼鬼地方！（2007年）
  - 生之欲（日语：生きる (2007年のテレビドラマ)）（2007年）－主婦
  - 未來講師 第3話（2008年）－超商女性
  - 小荳荳！（2017年）－疏散地點（青森）附近的大嬸
  - 派遣女醫6（2019年）－野村幸子

- 朝日放送
  -  第4話「東京·佃島，被隱藏的討厭醫生的理由」（1992年）

日本電視台
- 向太陽怒吼！（日语：太陽にほえろ!）
  - 第237話（1977年）－女將
  - 第276話「初戀」（1977年）
  - 第291話「貨車刑事」（1978年）
  - 第304話（1978年）
  - 第361話「殺人鬼」（1979年）－目擊者
  - 第656話（1985年）－相良鐵男的母親
- 必殺工作人 富嶽百景殺景之旅（日语：必殺からくり人・富嶽百景殺し旅） 第1話「江戶 日本橋」（1978年）－阿安
- 週二懸疑劇場
  - 同窗生（1988年9月，Light Ver.）
  - 小京都推理（日语：小京都ミステリー）（1989年1月）
  - 救急指定病院（日语：救急指定病院 (テレビドラマ)）（1992年5月）－石室加代
  - 救命救急中心（2000年7月）
- 我的魔法師（2003年）－護理人員
- 大胃王神探（2006年）－營養師
- 合宿的戀人 第1話（2013年）
- 天才老爹 ～家族的羈絆（日语：天才バカボン#テレビドラマ）（2016年）－巴士乘客
- 中年超人左江內氏（2017年）－左江內圓子的母親（僅配音）
- 秘密內幕 ～戰鬥吧！派出所女子～ 第3話、第7話（2021年7月21日、9月1日）－山崎多惠

TBS
- 第1期
  - 第36話（1980年）－旅館女將
- 學校☆戰爭 ～愛哭蟲老師的7年戰爭～（日语：スクール☆ウォーズ ～泣き虫先生の7年戦争～）（1984年－1985年）－丸茂良三的母親
- Part.2（1985年）－主婦
- 爸爸是主播（日语：パパはニュースキャスター） 第2話（1987年）－公寓鄰居
- 媽媽是偶像（1987年）－旅館的女招待員
- 3年B組金八先生 第3期（1988年）－大竹明美的母親
- 東京電梯女郎 第3話（1992年）
- 一直都愛你（日语：ずっとあなたが好きだった）（1992年）－介紹的大嬸
- 誰也不能說（日语：誰にも言えない）（1993年）－公寓訪客
- 青鳥 第6、7話（1997年）－食事屋店主
- 再婚進行時（日语：再婚トランプ）（1998年）
- 池袋西口公園（2000年）
- 美麗人生（2000年）－田園附近的大嬸
- 新·到達天空（日语：天までとどけ#新・天までとどけ） 第2－5期（2001年－2004年）－力丸須磨子
- 夢想加州（2002年）
- 甘蔗田之歌（日语：さとうきび畑の唄）（2003年）
- Orange Days（2004年）
- 虎與龍（2005年）
- 白夜行（2006年）－附近大嬸
- 我是主婦（日语：吾輩は主婦である）（2006年）－附近魚店大嬸
- （2008年）
- 週一GOLDEN（日语：月曜ゴールデン） 母親醫生診療日記（日语：おふくろ先生の診療日記）（2008年2月）
- 烏龍派出所（2009年8月）－人形燒烤屋大嬸
- 仁醫（2009年10月）－長屋大嬸
- 原來是美男 第3話（2011年7月）
- 專業主婦偵探 ～我是影子 第6話（2011年）－委託人
- ATARU 第5話（2012年）
- 鳶（2013年）－公共澡堂「潮之湯」的老闆娘
- 刑警的目光（日语：刑事のまなざし） 第4話（2013年）
- 99.9 -刑事專門律師- SEASONⅡ最終回SP（2018年3月18日）－山岡真一的母親
- 戀愛可以持續到天長地久（2020年）－熊本信子
- 天國與地獄 ～瘋狂的2人～ 第八話（2021年3月7日）－清掃員

富士電視網
- 富士電視台
  - 旅鴉事件帖（日语：旅がらす事件帖） 第5話（1980年11月4日）－阿豐
  - 教師BINBIN物語（1988年）
  - 世界奇妙物語 人面草（1990年）
  - 東京愛情故事（1991年）
  - 週五電視劇院（日语：金曜エンタテイメント） 松本清張作家活動40週年紀念企劃 波之塔（日语：波の塔#1991年版）（1991年5月）
  - 活得比你好（日语：振り返れば奴がいる）（1993年）
  - 古畑任三郎 第3期 第3回「灰色村莊」（古畑、風邪をひく）（1999年）－旅館的女招待員
  - 花村大介（日语：花村大介） 第8話（2000年）－附近的目擊大嬸
  - 急診室醫生2 第3話（2001年）－對釣魚有興趣男性患者的妻子
  - 庶務二課FINAL 最終回（2002年）－食堂大嬸
  - 秀逗小護士4（2002年）
  - 超級奶爸（日语：人にやさしく (テレビドラマ)）（2002年）
  - 新·風之輪舞（日语：風の輪舞）（2006年）
  - 愛上恐龍妹（日语：ブスの瞳に恋してる）（2006年）
  - 破案天才伽利略 第1話（2007年）－目擊大嬸
  - 33分鐘偵探（2009年4月）
  - 推理要在晚餐後 第9話（2011年12月13日）－田口米子
  - 天國之戀 第28話（2013年，與東海電視台共同製作）－志田元春的叔母
  - 即使如此我還是喜歡妳（2015年）－芹澤祐輔的祖母
  - 民眾之敵 ～在這世上，不是很奇怪嗎!?～ 第1話（2017年10月30日）－八百屋大嬸

- 關西電視台
  - ／（1986年）

東京電視網
- 東京電視台
  - 女人和愛和推理（日语：女と愛とミステリー）「邪惡假面（日语：喪服の訪問者#2001年版）」（2001年）－主婦
  - 超星艦隊 第30話（2006年4月29日）- 旅館女將
  - 勇者義彥和魔王之城 第7話（2011年）－胖丹的母親[注 2]
  - 三個歐吉桑 ～正義使者登場!!～ 第3話（2014年）－米子
  - 潮男高校（2020年）－牧主稅的祖母〈聲音〉

- BS JAPAN
  - 逃亡花（2018年）－五所川原一子

其它電視台
- 命 -Inochi-（日语：いのち (NHK大河ドラマ)）（1986年，NHK）

### 電影
- （1976年）
- 曾根崎情死（1978年）－遊女阿玉
- 通靈學園大作戰（1981年）－主婦
- （1981年）－朝倉家別莊女中
- 泪橋（日语：泪橋 (小説)）（1983年）－糰子屋
- （2000年）－斷酒會會員
- 美麗夏天之霧之島（日语：美しい夏キリシマ）（2003年）－藤本春的母親
- 男人與流浪狗（日语：犬と歩けば チロリとタムラ）（2004年）－房東
- 為了誰（日语：誰がために）（2005年）
- 深夜裡的彌次先生與喜多先生（日语：真夜中の弥次さん喜多さん）（2005年）
- 縣廳之星（日语：県庁の星）（2006年）－藤村華子
- 喋喋不休（日语：しゃべれども しゃべれども）（2007年）－八重子
- 彌次喜多道中 奇魚（日语：やじきた道中 てれすこ）（2007年）－飯屋女性
- 百萬圓女孩的眼淚日記（日语：百万円と苦虫女）（2008年）－村民

## 演出（配音員）
粗體字表示主要角色。

### 電視動畫
1977年
- 排球英雌（太田富子[5]）

1978年
- 未來少年柯南（金錫[6]）

1979年
- 清秀佳人（查理·史隆）
- 哆啦A夢 (大山羨代版)（剛田武〈胖虎〉的媽媽、很像安雄的少年）
- 前髮太郎（日语：まえがみ太郎）（牛鬼[7]）

1980年
- 怪物小王子 (1980年版)
- 湯姆歷險記（哈克貝里·芬〈哈克〉[8]）
- 哆啦A夢 (大山羨代版)（剛田武〈胖虎〉的妹妹〈技子／第2代〉）
- 森林裡的快樂小精靈們 貝爾菲與利比特（日语：森の陽気な小人たちベルフィーとリルビット）（男孩子）
- 魯邦三世 (TV第2系列)（日语：ルパン三世 (TV第2シリーズ)）

1981年
- 新竹取物語 千年女王（雨森始的母親）
- 百獸王五獅（女官長）
- 真知子老師（武雄）

1982年
- 逆轉一發人（日语：逆転イッパツマン）（女高中生機器人）
- 電子神童（護理人員）
- （護理人員）
- 阿福（日语：フクちゃん）（甘太）
- 高爾夫頑童猿丸 特別篇（猿谷大丸[9]）

1983年
- 阿爾卑斯物語 我的安妮特（尚）
- 咪姆多彩夢幻之旅（武）

1984年
- 星空鐵衛（格拉漢夫人、瑪爾洛）
- 宗谷物語（日语：宗谷物語）（女將）
- 藍寶（日语：らんぽう）（青葉春）

1985年
- 拜託了！薩米亞丼（日语：おねがい!サミアどん）（羅伯特·泰納）
- 怪貓豬油糕（日语：オヨネコぶーにゃん）（貓小偷）
- 高校！奇面組（日语：ハイスクール!奇面組）（海武艶）
- 六三四之劍（梶）
- 名偵探福爾摩斯（瑪塔）

1986年
- 綠野仙蹤（南瓜）
- 機動戰士鋼彈ZZ（安瑪）
- 鬼太郎 (第3作)（秋山、小豆婆、女）
- 相聚一刻（一之瀨花枝）

1987年
- 超人B（日语：ウルトラB）（杜塔）
- 之後頓珍漢（日语：ついでにとんちんかん）（疫病神之母）
- 妙手小廚師（豆渣）

1988年
- 超能力魔美（廣）

1989年
- 烏龍少爺（日语：おぼっちゃまくん）（袋小路金滿）
- 西瓜皮先生（女將、姬川靜香）

1990年
- （廣江）
- 大耳鼠（モォーヤ）
- 我是鶴姬！（日语：つる姫じゃ〜っ!）
- 神通小精靈（夫的母親）

1991年
- 動畫秘密花園（蘇珊）
- 麵包超人（ミットくん）

1996年
- 蒙面俠蘇洛傳（佩德羅·肯札斯的母親）

1997年
- 忍企鵝真丸（日语：忍ペンまん丸）（狐狸太郎的母親）

2001年
- 幻影天使（皆川素子的母親）

2002年
- 花田少年史（柳原瀧）

2006年
- 我們這一家（大嬸A）
- 名偵探柯南（市村）

2010年
- 星際寶貝：神奇大冒險 ～最棒的朋友～（強霸博士的前妻）

2011年
- 蠟筆小新（玄太太）

2012年
- 名偵探柯南（光井珠實）

2013年
- 海螺小姐（主婦、女房）

2014年
- 海螺小姐（岩波的太太）

2015年
- 俺物語!!（剛田猛男的媽媽〈剛田百合子〉[10]）
- 怪盜Joker Season 2（盗賊頭）

2016年
- 熊巫女（德山）

### OVA
1990年
- 幸福的形式（日语：しあわせのかたち）（旁白2）

1991年
- 相聚一刻番外篇 一刻島始末記（一之瀨花枝）

### 電影動畫
1979年
- 劇場版 未來少年柯南（金錫[11]）

1980年
- 哆啦A夢：大雄的恐龍（剛田武〈胖虎〉的媽媽）
- 小誠（日语：まことちゃん#アニメ映画）作業員）

1983年
- 福星小子：愛星球之戀（日语：うる星やつら オンリー・ユー）（司令）
- 哆啦A夢：大雄的海底鬼岩城（剛田武〈胖虎〉的媽媽）

1984年
- 哆啦A夢：大雄的魔界大冒險（剛田武〈胖虎〉的媽媽）
- 未來少年柯南：巨大機毒蛾號的復活（金錫[12]）

1986年
- 哆啦A夢：大雄與鐵人兵團（剛田武〈胖虎〉的媽媽）

1987年
- 哆啦A夢：大雄與龍之騎士（剛田武〈胖虎〉的媽媽[13]）

1988年
- 相聚一刻 完結篇（一之瀨花枝）

1989年
- 哆啦A夢：大雄的日本誕生（剛田武〈胖虎〉的媽媽）

1990年
- 櫻桃小丸子：友情歲月（日语：ちびまる子ちゃん (映画)）（豬太郎[14]）

1991年
- 哆啦美：阿拉拉♥少年山賊團！（武藏的媽媽）

1997年
- 大雄的發條都市冒險記（剛田武〈胖虎〉的媽媽、貓熊）

2001年
- 加油！胖虎!!（技子、剛田武〈胖虎〉的媽媽）

2003年
- 哆啦A夢：大雄與不可思議的風使者（剛田武〈胖虎〉的媽媽[15]）

2004年
- 哆啦A夢：大雄的貓狗時空傳（剛田武〈胖虎〉的媽媽）

### 遊戲
1992年
- 未來少年柯南（金錫）

1995年
- Linda³（日语：リンダキューブ）（米姆）

1998年
- 金田一少年事件簿2 地獄遊園殺人事件（佐藤春）

2003年
- 鬼太郎 異聞妖怪奇譚（日语：ゲゲゲの鬼太郎 異聞妖怪奇譚）（首）

2011年
- 小小大星球2（ネガティビトロン）

2012年
- 銀河遊騎兵（大嬸〈索菲〉）

### 特攝影集
1991年
- （魔的配音）

1996年
- 激走戰隊車連者（AA〈阿阿〉阿邦巴的配音）

### 外語配音

#### 電影
- 鱷魚先生 ※富士電視台版。
- 我叫多麥特（叔母〈Luenell〉）
- 警網
- 亂世佳人（媽咪〈哈蒂·麥克丹尼爾〉）※影碟版。
- 鐵鈎船長
- 快閃殺手（英语：The Ladykillers (2004 film)）（Marva Munson太太〈Irma P. Hall〉）
- 波西傑克森：妖魔之海（灰巫女2）
- 消失的1943（Ma Willis）※朝日電視台版。
- 摩登大聖（Peenman夫人〈Nancy Fish〉）※日本電視台版。
- 樂透天（英语：Waking Ned）（Lizzy Quinn〈Eileen Dromey〉）

#### 電視影集
- 驚異傳奇（英语：Amazing Stories (1985 TV series)）（梅布爾·金（英语：Mabel King））
- 慾望師奶 (第6季)
- 老公老婆不登對（英语：Dharma & Greg）（Celia〈Lillian Hurst〉）
- 六人行（自助洗衣店女性）
- 歡樂滿屋（Shinsky）
- 哈莉與法律（Yvonne Morris〈Karen McClain〉）
- 白色巨塔（阿蕊〈秋乃華〉）
- 白狗的最後華爾滋（英语：To Dance with the White Dog）（Neeley〈Esther Rolle〉）

#### 動畫
- 長襪子皮皮（Matilda的奶奶）

### 布偶劇
- 和媽媽一起（日语：おかあさんといっしょ）「Do-Re-Mi-Fa Donuts！（日语：ドレミファ・どーなっつ!）」（青井空男）

### 廣告
- S&B食品（日语：エスビー食品）（1978年）
- Alico Japan（2007年）
- Kanaflex（日语：カナフレックスコーポレーション）（2010年）
- PanaHome（日语：パナホーム） 國際住宅（一之瀨花枝[注 3]）

### 其它
- 老天幫幫忙！（日语：こたえてちょーだい!） 事件再現劇場（富士電視台）
- 青春冒險（日语：青春アドベンチャー）「The Wonder Boy」（NHK-FM）－瑪莎·蘇
- 世界衝映像現場突！危！（東京電視台）－旁白
- 「三子物語」（富士電視台）－飾演母親
- 再現劇場
- 朝日電視台Ask（日语：テレビ朝日アスク）的聲優講師
- （NHK）

## 腳註

## 外部連結
- 希樂星公式官網的演員簡歷 （页面存档备份，存于） （日語）